# The Dø
Pour les articles homonymes, voir Do.

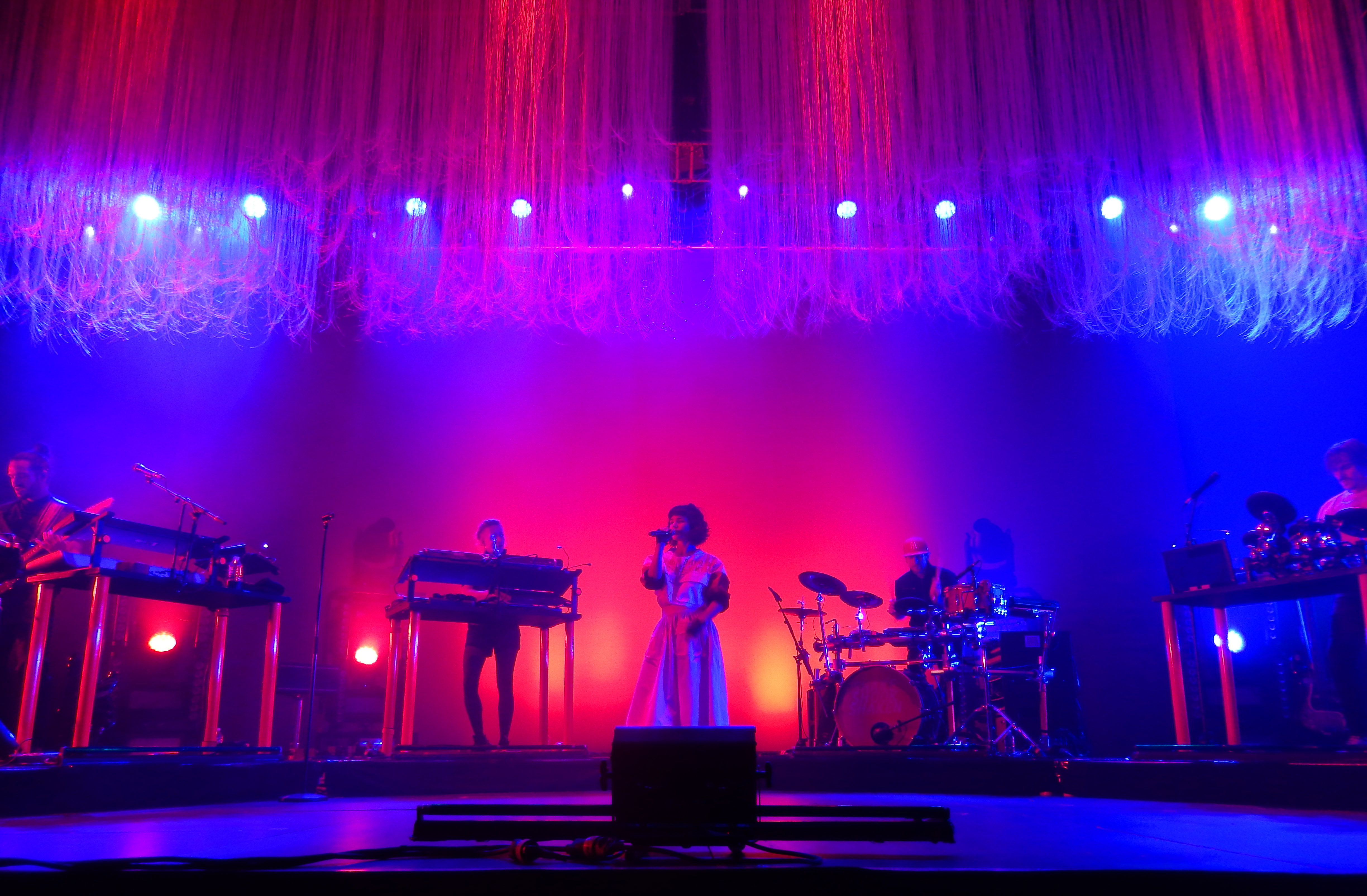
The Dø en concert à Rennes en novembre 2015

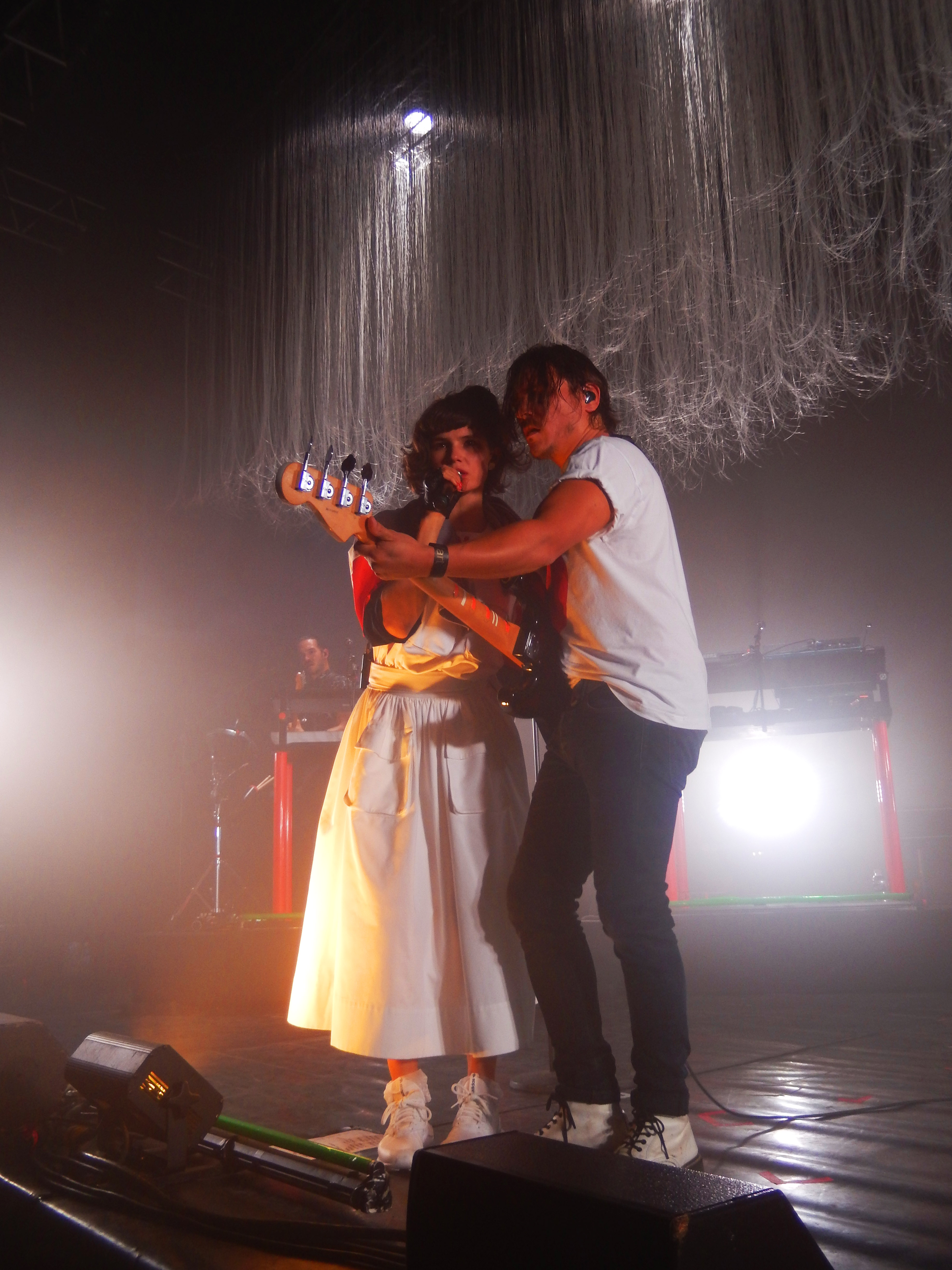
The Dø en concert à St Martin des Champs-Morlaix en octobre 2015

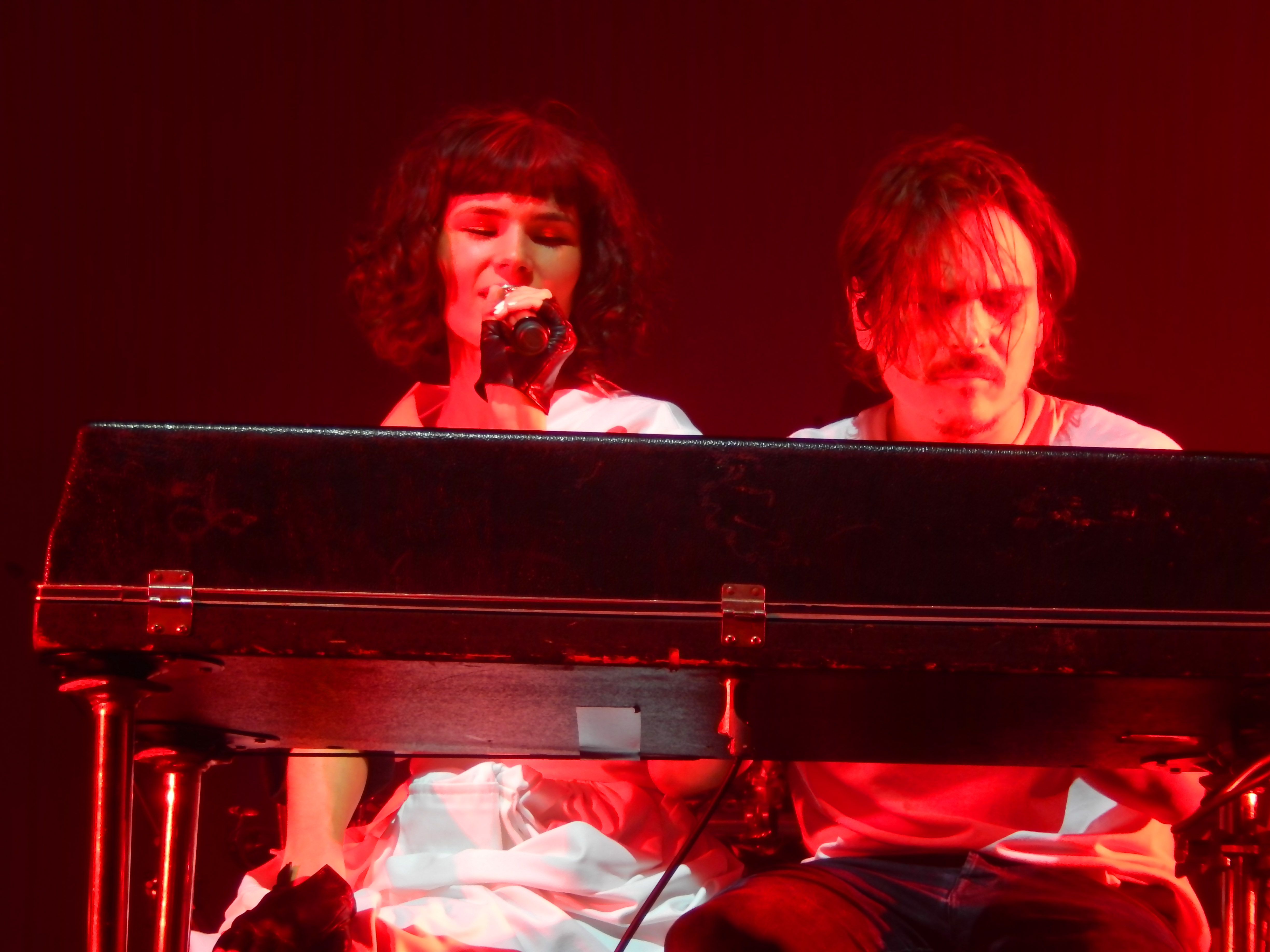
The Dø en concert à Nantes en décembre 2015

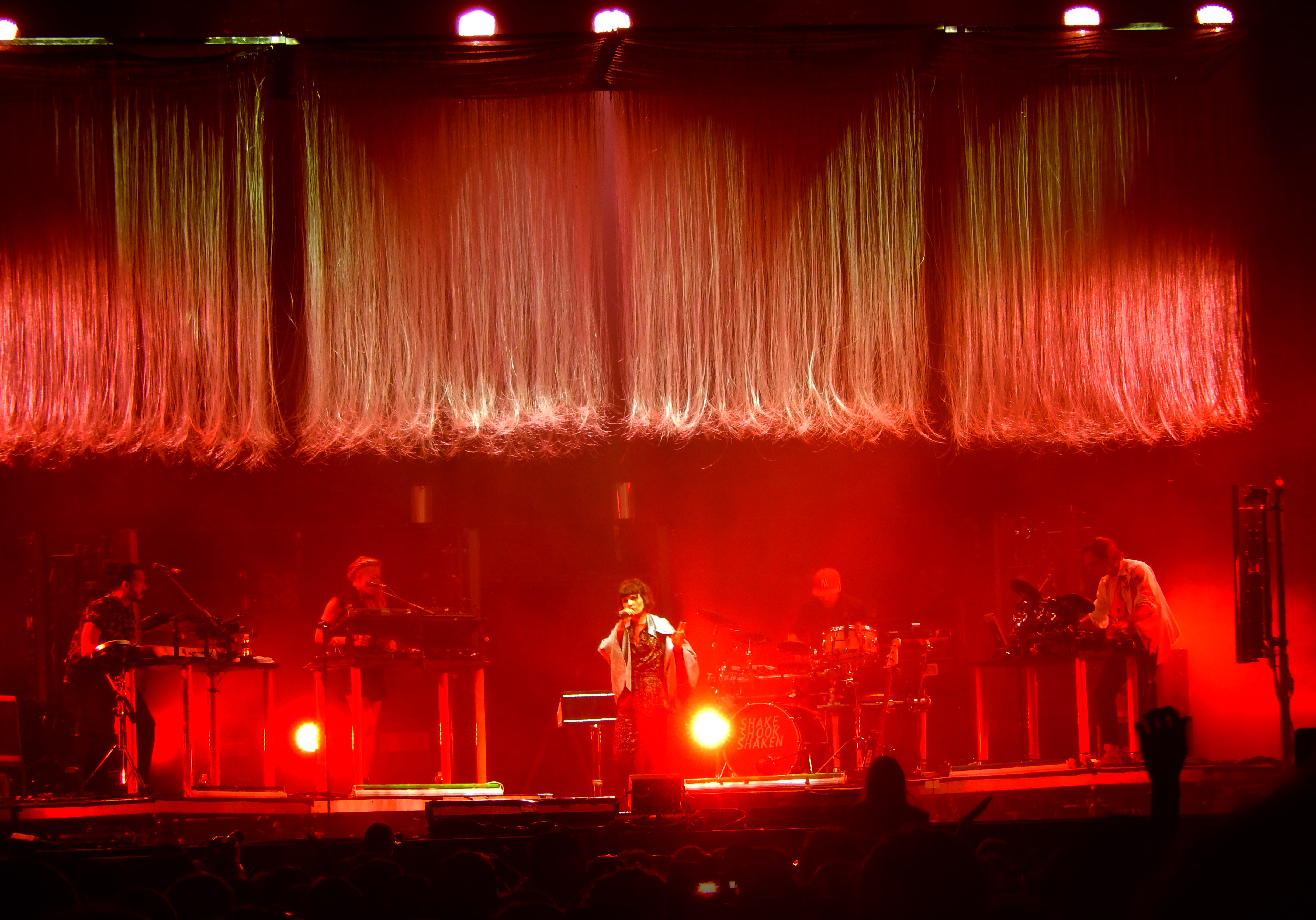
The Dø au Festival de Beauregard 2015

The Dø [ðœ do] est un groupe franco-finlandais d'indie pop, originaire de Paris. Formé en 2005, le duo est composé d’Olivia Merilahti (chanteuse et musicienne franco-finlandaise) et de Dan Levy (musicien et compositeur de musique de film). 
Leur premier album, A Mouthful, atteint dès sa sortie en 2008 la première place des ventes en France. Shake Shook Shaken, troisième album du groupe, est récompensé en 2015 par une Victoire de la musique dans la catégorie album rock de l'année. L'année 2021 marque la fin officielle de ce duo et le départ des deux musiciens vers d’autres horizons.

## Historique

### Formation et débuts (2004–2007)

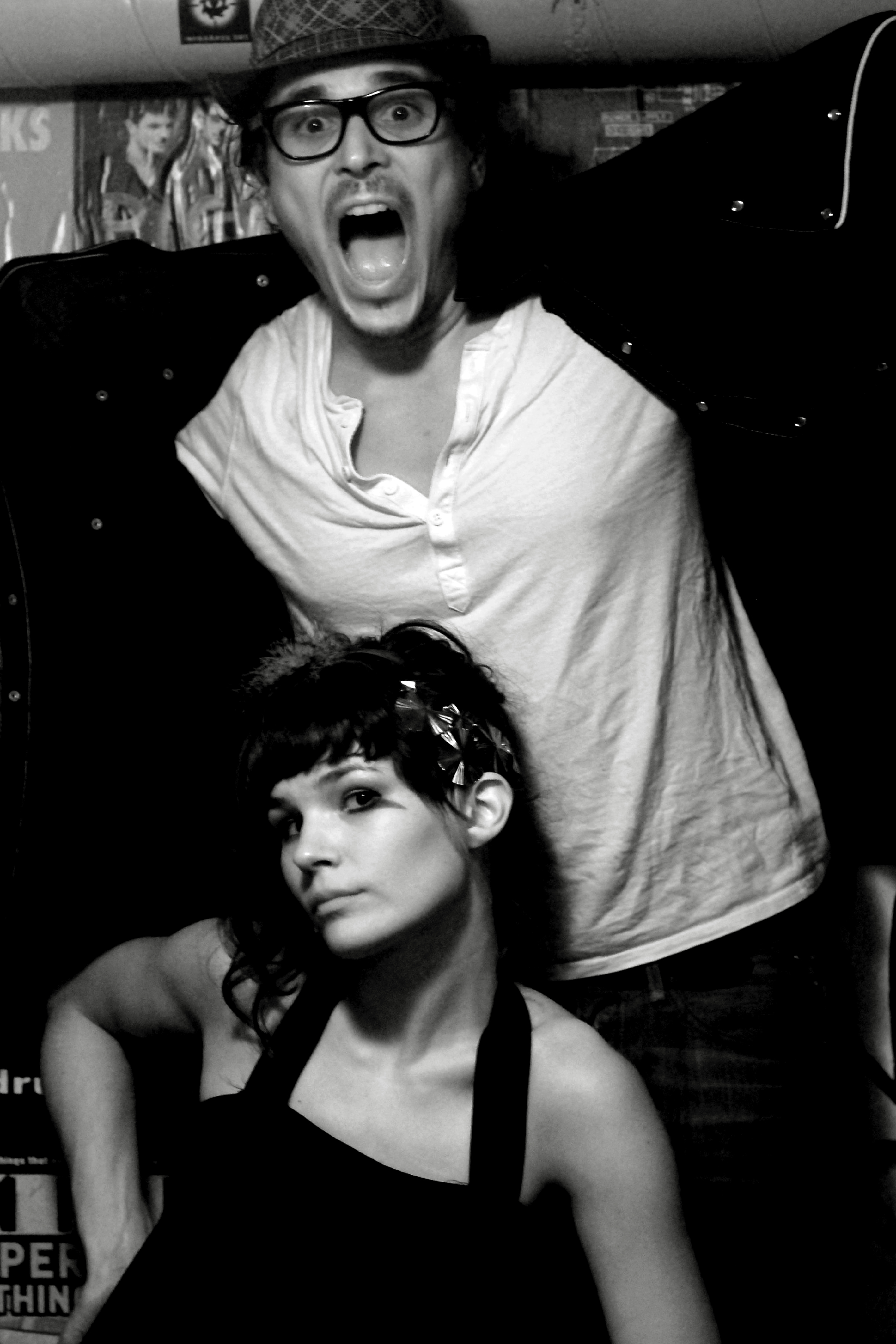
The Dø. 2008.

Olivia Merilahti et Dan Levy se rencontrent en 2004 pour la composition de la musique du film L'Empire des loups,. Ils composent leur première œuvre commune sous le nom de The Dø quelques mois plus tard : un EP de 3 titres incluant The Bridge is Broken, pour le spectacle de danse contemporaine Scène d’amour du chorégraphe finlandais Juha-Pekka Marsalo. Ils continuent à travailler pour le cinéma (musique de The Passenger, de Camping sauvage), la danse (Prologue, Perle et Cinderella de Juha-Pekka Marsalo, et des lectures de poèmes de Carolyn Carlson) et le théâtre (Laure de Colette Peignot).
Le nom du groupe fait référence aux initiales des prénoms de ses deux membres, mais renvoie aussi à la note do, la lettre d formant une note de musique (une noire : ) dans leur identité visuelle. Le o barré peut faire penser à l'origine nordique de la chanteuse, mais à tort, car cette lettre n'existe pas en finnois. Ils signent chez Cinq7, label fraîchement fondé par Wagram Music, et le titre On My Shoulders est utilisé dans une publicité pour les cahiers Oxford. Cette publicité apporte une certaine visibilité sur le groupe alors que celui-ci prépare son premier album.

### A Mouthful(2008–2010)
A Mouthful sort en France le 14 janvier 2008, et dans le reste de l'Europe et en Australie dans le courant de l'année. Il est salué par la critique,, et se place à la première place des ventes françaises dès la première semaine suivant sa sortie.
Le premier single à en être extrait est On My Shoulders, suivi de At Last, dont le clip est réalisé par le chorégraphe et réalisateur belge Wim Vandekeybus, et Stay (Just a Little Bit More). Une tournée européenne de plus de 200 dates suivra. Ils participeront à la plupart des grands festivals de l'été 2008 (Eurockéennes de Belfort, Les Voix du Gaou, Vieilles Charrues, Paléo, Main Square Festival d'Arras, Pukkelpop, Roskilde, V Festival en Australie…) pour finir par une tournée américaine en septembre 2009. L'album sort aux États-Unis le 6 avril 2010 chez Six Degrees Records.

### Both Ways Open Jaws(2011–2013)
Après le grand succès de leur premier album, le groupe veut sortir de son confort pour travailler sur le deuxième. Pour cela ils s'isolent dans une maison dans le Luberon où ils enregistrent Both Ways Open Jaws, un album plus sombre et moins grand public. Celui-ci sort le 7 mars 2011. Un arrangement live mais enregistré en studio (au Studio Pigalle) sort peu après sous le nom Both Ways Open Jaws Extended.

### Shake Shook Shaken(2014–2015)
Pour enregistrer Shake Shook Shaken, leur troisième album, le groupe retourne à la campagne, et investit cette fois un château d'eau. Alors que Dan s'isole complètement, Olivia travaille aussi dans son home studio à Paris. Le résultat se démarque par des sonorités plus épurées et plus électroniques. L'album sort le 29 septembre 2014 en France, au Luxembourg, en Belgique et en Suisse. Lors des Victoires de la musique 2015, l'album est récompensé dans la catégorie album rock de l'année.

### Pause et carrières solos
Le groupe est officiellement en pause en mars 2021 pour une durée indéterminée, chacun ayant des projets solos,.‘
Le 29 septembre 2024, Olivia poste sur la page Facebook de Prudence ce texte signifiant la fin officielle du groupe :

« 'Shake Shook Shaken', third and final album by The Dø, is turning 10 today. Unfortunately, the differences within the group make it impossible to celebrate this anniversary in style. The collaboration between Dan Levy and myself is officially over, it has been the case for years now, but has never been made public before. I wanted to clarify this matter so as not to disappoint anyone who are expecting something new from the band. The music of The Dø lives on thanks to you, with you, and I'm deeply grateful about that. »

— Olivia Meriahti
dont une traduction possible pourrait être la suivante : « "Shake Shook Shaken", troisième et dernier album de The Dø, fête ses 10 ans aujourd'hui. Malheureusement, les divergences au sein du groupe rendent impossible la célébration de cet anniversaire en grande pompe. La collaboration entre Dan Levy et moi est officiellement terminée. C'est le cas depuis des années, mais cela n'avait jamais été rendu public auparavant. Je voulais clarifier cette situation afin de ne pas décevoir ceux qui espéreraient quelque chose de nouveau de la part du groupe. La musique de The Dø continue de vivre grâce à vous, avec vous, et j'en suis profondément reconnaissante. »

## Membres

### Membres actuels
- Dan Levy
- Olivia Merilahti

### Musiciens live
- Bastien Burger - guitare, basse, claviers[15]
- Marielle Chatain : clavier[16], percussions, chœurs[17], saxophone
- Pierre Belleville - batterie[17]

### Anciens musiciens live
- Jérémie Pontier - batterie, percussions
- José Joyette - batterie, percussions
- Fanny Rome - trombone, claviers, percussions, chœurs[17]

## Discographie

### Singles
- On My Shoulders (2007)
- At Last! (2008)
- Stay (Just A Little Bit More) (2009)
- Slippery Slope (2010)
- Too Insistent (2011)
- Gonna Be Sick! (2012)
- Keep Your Lips Sealed (2014)
- Miracles (Back in time) (2014)
- Despair, Hangover & Ecstasy (2014)
- A Take Away Show (2014)

## Distinctions

### Récompense
- Victoires de la musique 2015 : album rock de l'année avec Shake Shook Shaken

### Nominations
- Victoires de la musique 2009 :
  - Groupe ou artiste révélation du public de l'année
  - Groupe ou artiste révélation scène de l'année
  - Album révélation de l'année
- Victoires de la musique 2015 :
  - Artiste féminine de l'année
  - Vidéo-clip de l'année pour Despair, Hangover & Ecstasy
- Victoires de la musique 2016 :
  - Spectacle musical, tournée ou concert de l'année pour Shake, Shook, Shaken Tour, au Zénith, à l'Olympia et en tournée
  - Vidéo-clip de l'année pour Miracles